# Orectolobus parvimaculatus
Orectolobus parvimaculatus е вид хрущялна риба от семейство Orectolobidae.

## Разпространение
Видът е разпространен в Западна Австралия.